# Elisa Bachofen
Elisa Bachofen, född 1891, död 1976, var en argentinsk civilingenjör. Hon blev 1918 den första kvinnliga civilingenjören i Argentina och Latinamerika. 